# Aktion 3
Unter der Tarnbezeichnung Aktion 3 gab das Reichsfinanzministerium Anfang November 1941 Anweisungen heraus, wie bei der Deportation der deutschen Juden deren Vermögen einzuziehen sei. Der Vermögensentzug und die Verwertung erfolgten in enger Zusammenarbeit von Finanzbeamten mit der Gestapo und unter Mitwirkung von Stadtverwaltungen, Hausverwaltern, Gerichtsvollziehern, Bankangestellten, Auktionatoren und Spediteuren.
Die durch die „Aktion 3“ erzielten Einnahmen, die aus der Verwertung des in den Wohnungen zurückgelassenen Inventars und dem Einzug des Restvermögens stammen, werden auf rund 778 Millionen Reichsmark beziffert.

## Hintergrund
Die „Aktion 3“ steht am Ende einer Reihe von Maßnahmen, mit denen die Juden in Deutschland ausgegrenzt, entrechtet, ausgeplündert und verschleppt wurden. Die Nationalsozialisten beschlagnahmten bei der Deportation der Juden deren restliche Habe und ließen sie zugunsten des Staates verwerten. Dem „Finanztod“ folgte bald die physische Vernichtung.
Schon bei der Ausplünderung von Emigranten war der nationalsozialistische Staat mit eigens geschaffenen Gesetzen, Verordnungen und Erlassen vorgegangen. Vom Unrechts-Staat damit förmlich besiegelt, erledigten die zuständigen Beamten derartige Aufgaben bürokratisch-korrekt wie gewöhnliche Verwaltungsakte.

### Vermögenseinziehung
Nach dem Gesetz zur Aberkennung der Staatsangehörigkeit von 1933 konnte die Staatsangehörigkeit entzogen werden, wenn ein Reichsangehöriger im Ausland „gegen die Pflicht zur Treue gegen Reich und Volk“ verstoßen hatte. Sein Vermögen konnte beschlagnahmt und zugunsten des Reichs eingezogen werden. Heinrich Himmler bestimmte 1937, dass Steuerschulden oder eine „rasseschänderische Betätigung“ bei jüdischen Emigranten als hinreichender Grund gelten konnte, um den Zugriff auf Sperrkonten oder eine Zwangsversteigerung von Immobilien vorzunehmen.
Schon vor der im Oktober 1941 einsetzenden Massendeportation waren einige Tausend Juden 1940 bei der sogenannten „Wagner-Bürckel-Aktion“ und im Frühjahr 1941 weitere Juden aus Wien über die Grenzen abgeschoben worden. Für diese Fälle wurde ein aufwendiges Verfahren eingeleitet, um das Vermögen der Deportierten durch einen förmlichen Verwaltungsakt einzuziehen. Ein Gerichtsvollzieher händigte dem Ausgewiesenen gegen Quittung eine Verfügung aus, die vom zuständigen Regierungspräsidenten unterzeichnet war. Diese Verfügung bezog sich auf zwei Gesetze aus dem Jahre 1933, die ursprünglich auf die „Einziehung volks- und staatsfeindlichen Vermögens“ von kommunistischen und sozialdemokratischen Organisationen gezielt waren. Bereits im Sommer 1940 hatte eine Weisung des Reichsjustizministeriums alle im Ausland lebenden Juden zu „Feinden“ im Sinne einer „Verordnung über die Behandlung von Feindvermögen“ erklärt.

### Vermögensverfall
Für 1940 sind Besprechungen hoher Ministerialbeamter belegt, die darauf abzielten, allen Juden die deutsche Staatsangehörigkeit zu entziehen. Im Januar 1941 entstanden mehrere Entwürfe, die abgeglichen wurden und schließlich zur Elften Verordnung zum Reichsbürgergesetz vom 25. November 1941 führten. Nunmehr verlor ein Jude „mit der Verlegung des gewöhnlichen Aufenthalts ins Ausland“ automatisch die deutsche Staatsangehörigkeit und sein Vermögen verfiel zugleich ohne weiteres Zutun dem Reich. Zielgebiete von Deportationszügen wie das Generalgouvernement, das Reichskommissariat Ostland und das Reichskommissariat Ukraine sollten durch Anordnung vom 3. Dezember 1941 als „Ausland im Sinne der Elften Verordnung“ gleichgestellt werden. Auschwitz und Litzmannstadt (Łódź) waren damit einbezogen. Nach diesem Datum war der zuvor übliche aufwändige förmliche Verwaltungsakt nur noch bei staatenlosen Juden sowie für Deportationen in das Ghetto Theresienstadt erforderlich, das im Reichsprotektorat Böhmen und Mähren lag.
Bei dieser Form der Vermögenswegnahme handelte es sich nicht mehr um eine aktive „Vermögenseinziehung“, sondern um einen gleichsam passiv erfolgten „Vermögensverfall“. Die für solch feine Unterscheidungen geschulten Finanzbeamten zeigten sich „peinlich bemüht“, die verschiedenen ‚Rechtstitel’ der Übernahme von jüdischem Vermögen in ihrer Buchführung auseinanderzuhalten.

## Anweisung des Reichsfinanzministers
Mit Datum vom 4. November 1941 informierte der Reichsfinanzminister vierzehn Oberfinanzpräsidenten in einem „Schnellbrief“ von der bereits angelaufenen „Abschiebung von Juden“ und erteilte Weisungen, wie das verbliebene Vermögen der Deportierten zu verwalten und zu verwerten sei. Das mehrseitige Schreiben endet mit der Aufforderung, bei telefonischen Rückfragen als Deckwort die Bezeichnung „Aktion 3“ zu verwenden. Das Oberfinanzpräsidium Berlin-Brandenburg sollte zentral zuständig sein für die Abrechnung von Wertpapieren.
Bis auf einen Betrag von 100 Reichsmark und 50 kg Gepäck solle das Vermögen der Deportierten eingezogen werden. Die Geheime Staatspolizei führe die „Abschiebung“ durch, forderte Vermögenserklärungen ab, versiegele die Wohnungen und nehme die Wohnungsschlüssel entgegen. Die Einziehungsverfügungen würden den Juden durch Gerichtsvollzieher zugestellt. – Dies geschah meist kurz vor der Deportation in den Sammelstellen.
Die zur Verwaltung und Verwertung bestimmten Finanzämter sollten die Termine der Abschiebungen bei der örtlich zuständigen Gestapo erfragen und die Vermögenserklärungen und Einziehungsverfügungen abfordern. Die Wohnungen seien alsbald zu räumen, um mögliche weitere Mietforderungen zu minimieren. Versteigerungen des Inventars in den Wohnungen selbst seien „nach den gemachten Erfahrungen“ unerwünscht. Möbel und Einrichtungsgegenstände seien bevorzugt für die Ausstattung von Ämtern, Erholungsheimen und Schulungsstätten der Reichsfinanzverwaltung zu entnehmen. Gegen angemessene Bezahlung könnten „fliegergeschädigte Volksgenossen“ über die Nationalsozialistische Volkswohlfahrt oder städtische Stellen Gegenstände der jüdischen Haushalte erwerben. Größere Posten könne der Altwarenhandel übernehmen.
Kunstgegenstände von Wert seien der Reichskammer der bildenden Künste zu melden. Edelmetalle und Briefmarkensammlungen sollten an die Pfandleihanstalt Berlin geschickt werden; Wertpapiere seien der Reichshauptkasse Berlin abzuliefern. Grundstücke sollten in Verwaltung genommen werden. Zur Umschreibung im Grundbuch sei die Einziehungsverfügung mit Zustellungsurkunde vorzulegen.

## Praktische Umsetzung
In den Oberfinanzpräsidien entstanden eigene aufgeblähte Abteilungen für die Verwaltung und Verwertung jüdischen Vermögens. Trotz einiger Treffen zum „Erfahrungsaustausch“ war die Kompetenz- und Aufgabenteilung der Oberfinanzpräsidien nicht einheitlich geregelt. In größeren Städten wurden oft eigene Verwertungsstellen gebildet und Finanzbeamte dorthin abgeordnet; teils wurden Liegenschaftsstellen unter Aufsicht eines Finanzamtsvorstehers zuständig.

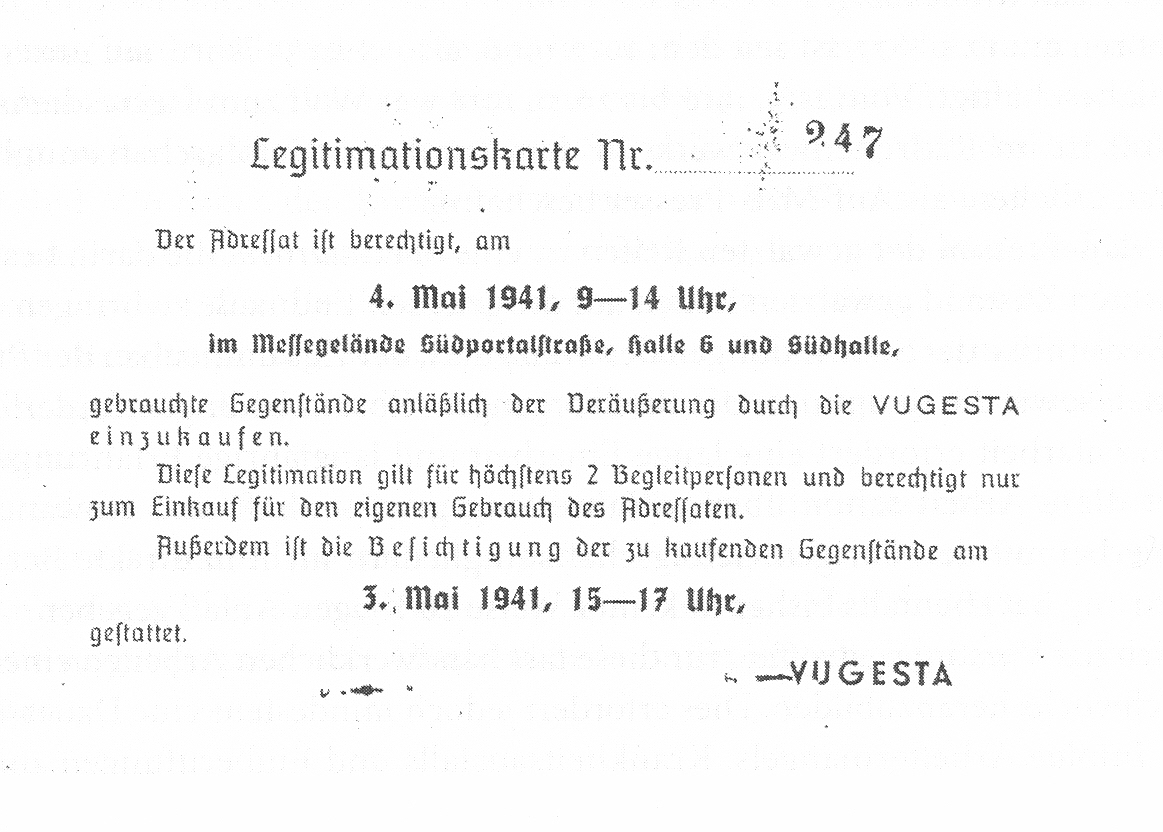
Legitimationskarte für Versteigerung der Vugesta, Mai 1941

Unterschiede gab es auch bei der Verwertung des jüdischen Vermögens. Während in kleineren Orten das Inventar in den Wohnungen öffentlich versteigert wurde, war dies in Städten unüblich, und auch Versteigerungstermine in Sammellagern wurden nur ausnahmsweise veröffentlicht. In Frankfurt wurde der Hausrat von Finanzbeamten an nationalsozialistische Organisationen und Einzelpersonen veräußert, in Wien gründete die Gestapo dazu die Vugesta und in Kassel wurde ein „Verein für Volkswohl. e. V.“ beauftragt, Möbel und Einrichtungsgegenstände, Tafelgeschirr, Bestecke, Wäsche und Kleidungsstücke zum freihändigen Verkauf an „Fliegergeschädigte“ zu veräußern und den Erlös nach Abzug der Unkosten zu überweisen. Ab Sommer 1942 galt generell, dass „Fliegergeschädigte“ bevorzugt zu berücksichtigen seien. Manche Oberbürgermeister wurden aufgefordert, Mobiliar zum Schätzwert anzukaufen und die Möbel vorsorglich einzulagern. 
Die Finanzbeamten lösten die Konten der deportierten Juden auf, vereinnahmten Restlohnzahlungen, den Rückkaufswert von Lebensversicherungen, ausstehende Pachterlöse und Einkünfte aus Immobilien, die als Erbengemeinschaft eingetragen waren. Sie prüften Ansprüche auf ausstehende Mietzahlungen und für notwendige Renovierungsarbeiten, beglichen Gas-, Strom- und Wasserabrechnungen und bezahlten Spediteure, Schätzer und Lagermieten.
Schwierigkeiten ergaben sich bei Grundbucheintragungen von Immobilien: Es fehlte der vorgeschriebene Nachweis, dass Ansprüche Dritter nicht bestanden. Manchmal hatte ein jüdischer Eigentümer ein Grundstück geerbt, war aber selbst noch nicht im Grundbuch eingetragen. Überdies war der pseudo-legale Rechtstitel eines eingetretenen Vermögensverfalls für die bürgerlich-rechtliche Prozedur einer Grundbuchumschreibung nicht vorgesehen. Abhilfe schuf erst eine „Verordnung zur Vereinfachung des Grundbuchverfahrens“ vom 5. Oktober 1942, die auf solche Fälle zugeschnitten war. 
Zahlreiche Interessenten bestürmten die Finanzbehörden und wollten Mietwohnungen übernehmen oder Grundstücke aus jüdischem Eigentum erwerben. Der Reichsminister der Finanzen erließ im April 1942 eine Verkaufssperre, um später heimkehrende Frontsoldaten nicht leer ausgehen zu lassen. Es gab jedoch zahlreiche Ausnahmen für bestimmte Gruppen wie versorgungsberechtigte „Kämpfer der nationalen Erhebung“, „vertriebene Auslandsdeutsche“ oder Hinterbliebene von Kriegsteilnehmern.

## Reichssicherheitshauptamt als Profiteur
Bei der abschließenden Gepäckkontrolle und Leibesvisitation im Sammellager wurde die Gestapo als Hilfsorgan der Finanzbehörden tätig und beschlagnahmte Schmuck, Wertgegenstände und sogar gültige Briefmarken und geringwertige „Mangelware“ wie Seife und Zahnpasta. Alle Gegenstände wurden sorgfältig aufgelistet und teils der Verwertungsstelle zugestellt, teils „zur dienstlichen Verwendung“ übernommen oder der „Nationalsozialistischen Volkswohlfahrt“ zur Verteilung übergeben. Die Transportkosten – einschließlich die der Begleitmannschaft – wurden penibel abgerechnet; dennoch blieb dem Reichssicherheitshauptamt gelegentlich ein „Transportgewinn“ von einigen Tausend Reichsmark übrig.
Mit erheblicheren Summen bereicherte sich das Reichssicherheitshauptamt über die von ihr beaufsichtigte Zwangsorganisation, die Reichsvereinigung der Juden in Deutschland, die Heimeinkaufsverträge für das sogenannte „Altersghetto Theresienstadt“ abschloss. Neben einer Pauschalzahlung, die sich nach dem Alter richtete, wurde eine progressiv steigende Pflichtabgabe von 25 % bis 80 % des Gesamtvermögens verlangt; zusätzlich wurde eine großzügige „freiwillige Spende“ erwartet. Für Einzahlungen zugunsten der Reichsvereinigung gab es ein „Sonderkonto H“, auf welches das Reichssicherheitshauptamt zugreifen konnte. Zur weiteren Vermögensabschöpfung wurde vom Reichssicherheitshauptamt ein „Sonderkonto W“ eingerichtet. In einem internen Protokoll vom 9. März 1942 heißt es: „Es wird gebeten, die Juden in nächster Zeit zu erheblichen ‚Spenden‘ für das Konto ‚W‘ anzuhalten. Bisher seien, anscheinend durch das Missverständnis [der veranlassenden Beamten], dass den Juden der Fond unmittelbar zugute komme, wenig Beträge eingegangen“.

## Handlanger und Käufer
Erst in den 1990er Jahren wurde die Rolle der Finanzbürokratie und ihrer Angehörigen, die Fragen nach ihrer Motivation, ihrer Handlungsoptionen und Verantwortlichkeiten, breiter erörtert. Einzelne Untersuchungen zeigen, dass die Funktionsträger meist keine „fanatischen Nationalsozialisten“ waren, sondern eher Distanz zu Teilen der NS-Ideologie und Politik hatten, aber dennoch professionell jede geforderte Aufgabe erledigten. Auch die Finanzbeamten dürften Anfang 1942 zumindest geahnt haben, dass sie das Eigentum von Ermordeten verwerteten. Routine der bürokratisch-professionell abgearbeiteten Vorgänge und arbeitsteilige Strukturen verdrängten Nachfragen über den Verbleib der oftmals gebrechlichen Deportierten. Die beteiligten Beamten wurden dadurch „bewusst oder unbewusst zu Handlangern im Vernichtungsprozess“.
Von der Ausplünderung der letzten Habe der deutschen Juden profitierten weite Kreise der Bevölkerung. Öffentliche Versteigerungen von sogenanntem „nichtarischen Vermögen“ entwickelten sich zu regelrechten „Schnäppchenjagden“. Allein in Hamburg wurde das Eigentum von 30.000 Juden aus Westeuropa angeboten und von rund 100.000 Käufern erworben.
Frank Bajohr spricht von einer „moralischen Indifferenz“ der Käufer, die materiell von der Vernichtungspolitik profitierten und ihr Verhalten damit rechtfertigten, es habe sich bei den Besitztümern um Staatseigentum gehandelt, weil es von Finanzbeamten zugunsten des Deutschen Reiches versteigert wurde. Als „Bombengeschädigte“ definierten sie sich selbst als „Opfer des Krieges“, verdrängten etwaige Skrupel und forderten ungeniert, Ausgebombte mit jüdischem Eigentum zu entschädigen.